# 永登浦區

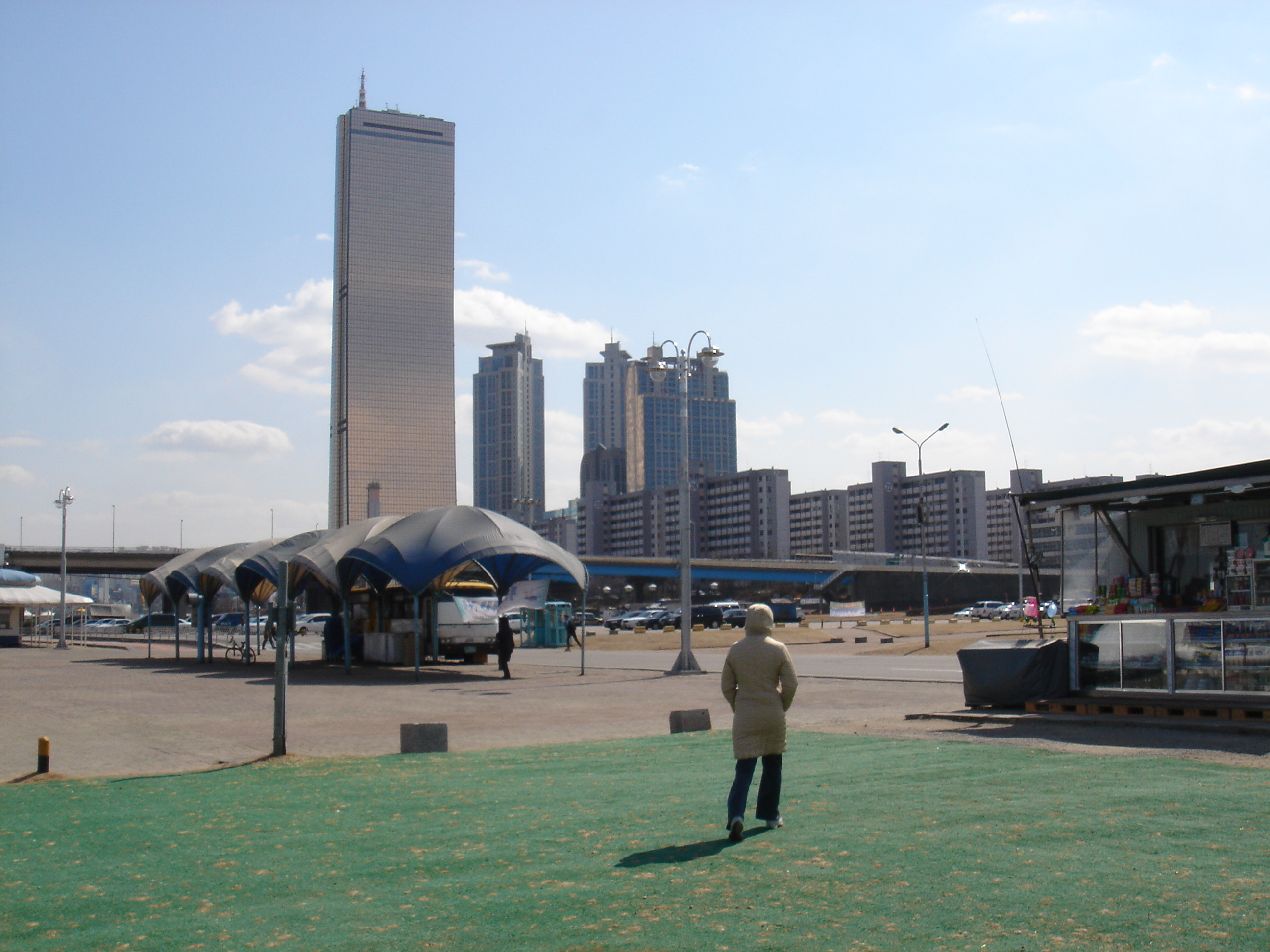
位於永登浦的汝矣島

永登浦區（：／ Yeongdeungpo gu */?）是一個位於南韓首爾特別市的行政區。雖然目前尚未能確定其名字的起源，但名字的頭兩個字（「永登」）通常被認為是來自「靈登」（一種巫教儀式的名稱）。 而第三個字（「浦」）則代表水，是與該區位處於漢江江畔有關。在2006年，永登浦區的人口為408,819人。
整個區共有22個行政洞和34個法政洞。其中 汝矣島洞的面積最大，佔整個區的34%土地。而永登浦區本身的大小為24.56平方公里，為首爾總面積的百分之四。每年預算約為20億韓圜。 
永登浦區是一個高度發展的商業及住宅區。其中汝矣島洞是首爾的著名地標63大廈的所在地。此外，國會議事堂亦為處於汝矣島洞。

## 地理

### 河流
- 漢江

### 島嶼
- 汝矣島

## 歷史
- 在高句麗時代為仍伐奴縣。
- 在統一新羅時代，被稱為穀壤縣。
- 在高麗時代，被稱為衿州。
- 在朝鮮王朝時代為衿川縣；在1795年成為始興縣、1895年成為始興郡。
- 1914年 - 在自治體的統合、廢除、合併期間，始興、安山、果川3郡被合併成新的始興郡。
- 1917年 - 在京畿道始興郡中設置永登浦面。
- 1931年 - 升格為永登浦邑。
- 1943年 - 變更名稱為永登浦區域所。
- 1946年 - 變更名稱為永登浦區。
- 1949年8月13日 - 編入京畿道始興郡的一部分。
- 1963年 - 編入京畿道金浦郡及始興郡的一部分。
- 1973年7月1日 - 分離一部份到冠岳區及城東區。
- 1977年9月1日 - 分離一部份到江西區。
- 1980年4月1日 - 分離一部份到九老區。

## 行政區劃

行政區劃圖

永登浦區下轄34個法定洞及22個行政洞。

### 法定洞
| - 堂山洞 - 堂山洞5街 - 文來洞2街 - 新吉洞 - 楊坪洞4街 - 永登浦洞1街 - 永登浦洞6街 | - 堂山洞1街 - 堂山洞6街 - 文來洞3街 - 楊坪洞 - 楊坪洞5街 - 永登浦洞2街 - 永登浦洞7街 | - 堂山洞2街 - 大林洞 - 文來洞4街 - 楊坪洞1街 - 楊坪洞6街 - 永登浦洞3街 - 永登浦洞8街 | - 堂山洞3街 - 道林洞 - 文來洞5街 - 楊坪洞2街 - 楊花洞 - 永登浦洞4街 - 汝矣島洞 | - 堂山洞4街 - 文來洞1街 - 文來洞6街 - 楊坪洞3街 - 永登浦洞 - 永登浦洞5街 |

### 行政洞
| - 永登浦1洞 - 堂山2洞 - 楊坪1洞 - 新吉4洞 - 大林2洞 | - 永登浦2洞 - 道林1洞 - 楊坪2洞 - 新吉5洞 - 大林3洞 | - 永登浦3洞 - 道林2洞 - 新吉1洞 - 新吉6洞 | - 汝矣洞 - 文來1洞 - 新吉2洞 - 新吉7洞 | - 堂山1洞 - 文來2洞 - 新吉3洞 - 大林1洞 |

## 教育機關
- 永登浦華僑小學[3]

## 名勝與旅遊點
- 63大廈
- 國會議事堂
- KBS總部
- MBC總部
- 汝矣西路

正式名稱為潤忠路，是觀賞櫻花的熱點之一。
- 漢江市民公園
- 汝矣島河口生態公園　等等

### 其他地點
- Daewoo Trump WorldⅡ

位於汝矣島的豪華公寓，由兩棟大樓組成。曾有不少韓國電視劇以此作為外景拍攝場地，當中包括《豪傑春香》、《我叫金三順》、《布拉格戀人》、《甜蜜間諜》、《魔女由熙》等等。

## 公共機關
- 郵政局
  - 汝矣島郵政局
- 警察所
  - 首爾永登浦警察所

## 交通

### 鐵路
韓國鐵道公社
- 京釜線（●首都圈電鐵1號線）：大方站 - 新吉站 - 永登浦站

首爾交通公社
- ●首爾地鐵2號線：文來站 - 永登浦區廳站 - 堂山站
- ●首都圈電鐵5號線：楊坪站 - 永登浦區廳站 - 永登浦市場站 - 新吉站 - 汝矣島站 - 汝矣渡口站
- ●首爾地鐵7號線：大林站 - 新豐站 - 波拉美站

首尔市地铁9号线
- ●首爾地鐵9號線：仙遊島站 - 堂山站 - 國會議事堂站 - 汝矣島站 - 賽江站

## 姊妹城市
- 中國北京市門頭溝區（1995年4月21日）
- 南韓慶尚南道固城郡（1995年9月14日）
- 南韓全羅南道靈岩郡（1995年10月17日）
- 南韓忠清南道青陽郡（1995年10月24日）
- 日本大阪府岸和田市（2002年10月31日）

## 外部連結
- 永登浦區官方網站：http://www.ydp.go.kr/ （页面存档备份，存于） （简体中文）